# Řád koruny (Belgie)
Řád koruny (francouzsky: Ordre de la Couronne, nizozemsky: Kroonorde) je vyznamenání Belgického království založené 15. října 1897, králem Leopoldem II., v jeho funkci vládce Svobodného státu Kongo.
Uděluje se za služby prokázané belgickému státu, zejména za zásluhy ve veřejném sektoru.

## Třídy
Uděluje se v pěti třídách plus dvě palmy a tři medaile.
- Velkokříž, ve formě odznaku se nosí na pravém rameni
- Velkodůstojník, ve formě hvězdy se nosí na levé straně hrudi nebo na náhrdelní stuze
- Komandér, ve formě odznaku se nosí na náhrdelní stuze
- Důstojník, ve formě odznaku se nosí na levé straně hrudi, na stuze s rozetou
- Rytíř, ve formě odznaku se nosí na stuze, na levé straně hrudi
- Zlaté palmy, ve formě věnce zlatých palem se nosí na stuze, na levé straně hrudi
- Stříbrné palmy, ve formě věnce stříbrných palem se nosí na stuze, na levé straně hrudi
- Zlatá medaile, nosí se na levé straně hrudi
- Stříbrná medaile, nosí se na levé straně hrudi
- Bronzová medaile, nosí se na levé straně hrudi

## Insignie
Odznak řádu je bílý smaltovaný Maltézský kříž s rovnými paprsky. Pro třídu rytíře je proveden v stříbrné barvě a pro vyšší třídy ve zlaté. Na lícové straně medailonku, má zlatou korunu na modrém smaltovaném pozadí. Na druhé strany kruhu je zobrazen monogram "L" (král Leopold II.), který leží na také na modrém smaltovaném pozadí. Odznak je zavěšen ze zeleném smaltovaném věnečku z vavřínových a dubových listů.
Plaketa pro velkokříž má stříbrnou pěticípou hvězdu se zlatými paprsky. Pro velkodůstojníka má tvar Maltézského kříže se zlatými paprsky.
Medaile ve třech provedeních má podobu královské koruny na stuze. Líc je jemně žebrovaný s perličkami uprostřed. Okolo koruny je motto Travail et Progrès (Práce a pokrok).
Stuha řádu je obvykle kaštanové barvy.
| Stuhy     | Stuhy          | Stuhy            | Stuhy            | Stuhy |
| --------- | -------------- | ---------------- | ---------------- | ----- |
| Velkokříž | Velkodůstojník | Komandér         | Důstojník        | Rytíř |
|           | Zlaté palmy    | Stříbrné palmy   |                  |       |
|           | Zlatá medaile  | Stříbrná medaile | Bronzová medaile |       |

## Rovnocenná vyznamenání
Řád koruny je zhruba rovnocenný s následujícími řády jiných států:
- Spojené království - Řád britského impéria
- Francie - Národní řád za zásluhy
- Lucembursko - Řád dubové koruny
- Nizozemsko - Řád oranžsko-nasavský
- Norsko - Norský královský řád za zásluhy
- Švédsko - Královský řád Vasa